# فیلیس هاردینگ
فیلیس هاردینگ (انگلیسی: Phyllis Harding; ۱۵ دسامبر ۱۹۰۷ – ۱۶ نوامبر ۱۹۹۲) شناگر اهل بریتانیا بود.
وی در مسابقات کشوری و بین‌المللی در مجموع برندهٔ ۲ مدال طلا، ۳ مدال نقره، ۳ مدال برنز شده‌است.